# Jānis Stradiņš
Jānis Stradiņš (ur. 10 grudnia 1933 w Rydze, zm. 29 listopada 2019 tamże) – łotewski chemik i historyk nauki. 
Był synem znanego łotewskiego urologa Paulsa Stradiņša. Studiował na Wydziale Chemii Uniwersytetu Łotwy, ukończył studia cum laude w 1956 roku. W 1960 roku uzyskał stopień doktora (kandydata nauk) na Moskiewskim Uniwersytecie Państwowym im. M.W. Łomonosowa. Habilitację uzyskał w 1968 roku.
W latach 1957–1961 był zatrudniony na stanowisku badawczym w Łotewskim Instytucie Syntezy Organicznej. Od 1961 do 2006 roku kierował tam Laboratorium Fizycznej Chemii Organicznej. W latach 1972–1976 pracował na stanowisku profesora chemii fizycznej na Uniwersytecie Łotwy. Od 1990 pracował również w Instytucie Historii Łotwy tej uczelni. 
W latach 1992–1998 był wiceprezesem, a od 1998 do 2004 prezesem Łotewskiej Akademii Nauk. 
Jego zainteresowanie badawcze obejmowały m.in. elektrochemię związków organicznych, a także historię nauki, zwłaszcza chemii, farmacji, medycyny i fizyki w krajach bałtyckich.  

## Odznaczenia i nagrody
- Order Trzech Gwiazd (1995)
- Legia Honorowa (2001)
- Order Krzyża Ziemi Maryjnej (2004)
- Krzyż Uznania (2008)